# 迈克尔·斯平克斯
迈克尔·斯平克斯（英語：Michael Spinks，1956年7月13日—），生于密苏里州圣路易斯，美国男子拳击运动员。他曾代表美国参加1976年夏季奥林匹克运动会拳击比赛，获得一枚金牌。